# 市橋藤蔵
市橋 藤蔵（藤藏、いちはし とうぞう、1854年（安政元年6月）- 1923年（大正12年）7月25日）は、明治から大正期の農業経営者、実業家、政治家。衆議院議員、新潟県加茂郡梅津村長、同県佐渡郡加茂村長。

## 経歴
佐渡国加茂郡梅津村（新潟県加茂郡梅津村、佐渡郡梅津村、加茂村、両津市梅津を経て現佐渡市梅津）で生まれた。圓山溟北に学んだ。農業を営む。佐渡三郡勧業殖産下掛を務めた。
1872年（明治5年）加茂歌代郷校読方補助に就任。以後、梅津戸長、地租改正下調役、第二十六区副大区長兼小六区長、佐渡三郡町村連合会議員、同議長、所得税調査委員、徴兵参事員などを務めた。1889年（明治22年）梅津村長に就任。1900年（明治33年）新潟県会議員に選出され、海底電線の敷設、中等学校の拡充などに尽力した。
後藤五郎治の死去に伴い、1897年（明治30年）11月に実施された第4回衆議院議員総選挙新潟県第9区補欠選挙で当選し、進歩党に所属した。1898年（明治31年）3月、第5回総選挙（新潟県第9区、進歩党）でも再選され、衆議院議員に連続2期在任した。
その後、1901年（明治34年）初代加茂村長となり、同村会議員も務めた。1921年（大正10年）白瀬川水力電気代表取締役に就任した。